# Aeroporto Internazionale di Buffalo-Niagara
L'Aeroporto Internazionale di Buffalo-Niagara è un aeroporto situato nei pressi di Buffalo nello stato di New York, negli Stati Uniti d'America.